# Villa Schütte (Horn)
Die Villa Schütte in Bremen, Stadtteil Horn-Lehe, Ortsteil Horn, Marcusallee 9, entstand 1915 nach Plänen von Friedrich Wellermann und Paul Frölich. 
Das Gebäude steht seit 1998 unter Bremer Denkmalschutz.

## Geschichte
Die zweigeschossige Villa mit einem Walmdach wurde von 1914 bis 1915 in der Epoche der Jahrhundertwende für den Kaufmann Albrecht Franz Schütte, Sohn von Franz Ernst Schütte, errichtet. Später erfolgte ein rückwärtiger Anbau und auf dem hinteren Teil des Grundstücks ein zweigeschossiger Neubau. Franz Albrecht Schütte war von 1934 bis 1966 Präsident des Bürgerparkvereins.
Aktuell (2017) wird das Haus als Bürohaus der German Lashing Robert Böck GmbH genutzt.
Hinweis: In Bremen-Schwachhausen, Schwachhauser Heerstraße 67, steht eine weitere Villa Schütte, die für den Kaufmann Gustav Albrecht Schütte (Neffe von Franz Ernst Schütte) gebaut wurde.